# Gerbépal
Gerbépal és un municipi francès, situat al departament dels Vosges i a la regió del Gran Est. L'any 2007 tenia 530 habitants.

## Demografia

### Població
El 2007 la població de fet de Gerbépal era de 530 persones. Hi havia 214 famílies, de les quals 56 eren unipersonals (16 homes vivint sols i 40 dones vivint soles), 79 parelles sense fills, 71 parelles amb fills i 8 famílies monoparentals amb fills.
La població ha evolucionat segons el següent gràfic:
Habitants censats

### Habitatges
El 2007 hi havia 383 habitatges, 217 eren l'habitatge principal de la família, 149 eren segones residències i 17 estaven desocupats. 346 eren cases i 33 eren apartaments. Dels 217 habitatges principals, 174 estaven ocupats pels seus propietaris, 32 estaven llogats i ocupats pels llogaters i 12 estaven cedits a títol gratuït; 1 tenia una cambra, 7 en tenien dues, 28 en tenien tres, 54 en tenien quatre i 127 en tenien cinc o més. 182 habitatges disposaven pel capbaix d'una plaça de pàrquing. A 82 habitatges hi havia un automòbil i a 112 n'hi havia dos o més.

### Piràmide de població
La piràmide de població per edats i sexe el 2009 era:
| Homes | Edats   | Dones |
| ----- | ------- | ----- |
| 0     | 95 o +  | 0     |
| 0     | 90 a 94 | 8     |
| 0     | 85 a 89 | 4     |
| 0     | 80 a 84 | 0     |
| 16    | 75 a 79 | 8     |
| 16    | 70 a 74 | 16    |
| 8     | 65 a 69 | 4     |
| 12    | 60 a 64 | 20    |
| 8     | 55 a 59 | 8     |
| 12    | 50 a 54 | 12    |
| 20    | 45 a 49 | 12    |
| 24    | 40 a 44 | 20    |
| 44    | 35 a 39 | 28    |
| 0     | 30 a 34 | 20    |
| 12    | 25 a 29 | 24    |
| 16    | 20 a 24 | 4     |
| 32    | 15 a 19 | 24    |
| 8     | 10 a 14 | 16    |
| 28    | 5 a 9   | 8     |
| 12    | 0 a 4   | 28    |

## Economia
El 2007 la població en edat de treballar era de 351 persones, 255 eren actives i 96 eren inactives. De les 255 persones actives 227 estaven ocupades (128 homes i 99 dones) i 28 estaven aturades (12 homes i 16 dones). De les 96 persones inactives 38 estaven jubilades, 29 estaven estudiant i 29 estaven classificades com a «altres inactius».

### Ingressos
El 2009 a Gerbépal hi havia 224 unitats fiscals que integraven 542 persones, la mediana anual d'ingressos fiscals per persona era de 17.177 €.

### Activitats econòmiques
Dels 22 establiments que hi havia el 2007, 1 era d'una empresa alimentària, 1 d'una empresa de fabricació d'altres productes industrials, 3 d'empreses de construcció, 6 d'empreses de comerç i reparació d'automòbils, 5 d'empreses d'hostatgeria i restauració, 2 d'empreses immobiliàries, 2 d'empreses de serveis, 1 d'una entitat de l'administració pública i 1 d'una empresa classificada com a «altres activitats de serveis».
Dels 5 establiments de servei als particulars que hi havia el 2009, 1 era un taller de reparació d'automòbils i de material agrícola, 1 paleta, 1 fusteria, 1 lampisteria i 1 restaurant.
Dels 4 establiments comercials que hi havia el 2009, 1 era una botiga de més de 120 m², 2 fleques i 1 una botiga de mobles.
L'any 2000 a Gerbépal hi havia 14 explotacions agrícoles que ocupaven un total de 343 hectàrees.

## Equipaments sanitaris i escolars
El 2009 hi havia una escola elemental.

## Poblacions més properes
El següent diagrama mostra les poblacions més properes.